# Tori Welles
Tori Welles, född 17 juni 1967, är en före detta amerikansk porrskådespelerska. Welles började sin karriär som strippa och nådde höjdpunkten av sin karriär i slutet av 1980-talet. Hon slutade sin karriär i mitten av 1990-talet och regisserade även själv flera filmer. Tori medverkade även i två filmer 1997.